# Adrien Hardy
Adrien Hardy (Nîmes, 30 luglio 1978) è un canottiere francese.

## Biografia
Ha rappresentato la Francia a quattro edizioni consecutive dei Giochi olimpici estivi: Sydney 2000, Atene 2004, Pechino 2008 e Londra 2012, vincendo l'oro nell'edizione greca nel due di coppia, con Sébastien Vieilledent.
È stato campione iridato nel due di coppia ai mondiali di Milano 2003 e Eton 2006 e vicecampione a Lucerna 2001 e Monaco di Baviera 2007.
Agli europei ha vinto l'oro a Maratona 2008 e il bronzo a Brest 2009 nell'otto.

## Palmarès
- Giochi olimpici

Atene 2004: oro nel due di coppia.
- Mondiali

Lucerna 2001: argento nel due di coppia.
Milano 2003: oro nel due di coppia.
Eton 2006: oro nel due di coppia.
Monaco di Baviera 2007: argento nel due di coppia.
- Europei

Maratona 2008: oro nell'otto.
Brest 2009: bronzo nell'otto.